# Zoe Saldana
Zoe Saldana, all'anagrafe Zoë Yadira Saldaña-Perego, nata Zoë Yadira Saldaña Nazario (Passaic, 19 giugno 1978), è un'attrice statunitense.
È nota principalmente per aver interpretato Neytiri nel franchise di Avatar; Gamora nel Marvel Cinematic Universe e Nyota Uhura nei film del franchise di Star Trek della Kelvin Timeline. Nel 2024 ha ricevuto il plauso della critica per la sua interpretazione nel film Emilia Pérez, per il quale si è aggiudicata il Prix d'interprétation féminine al Festival di Cannes, il Golden Globe per la migliore attrice non protagonista, il Critics' Choice Award alla miglior attrice non protagonista, il BAFTA alla migliore attrice non protagonista, lo Screen Actors Guild Award per la migliore attrice non protagonista cinematografica e il Premio Oscar alla miglior attrice non protagonista.

## Biografia

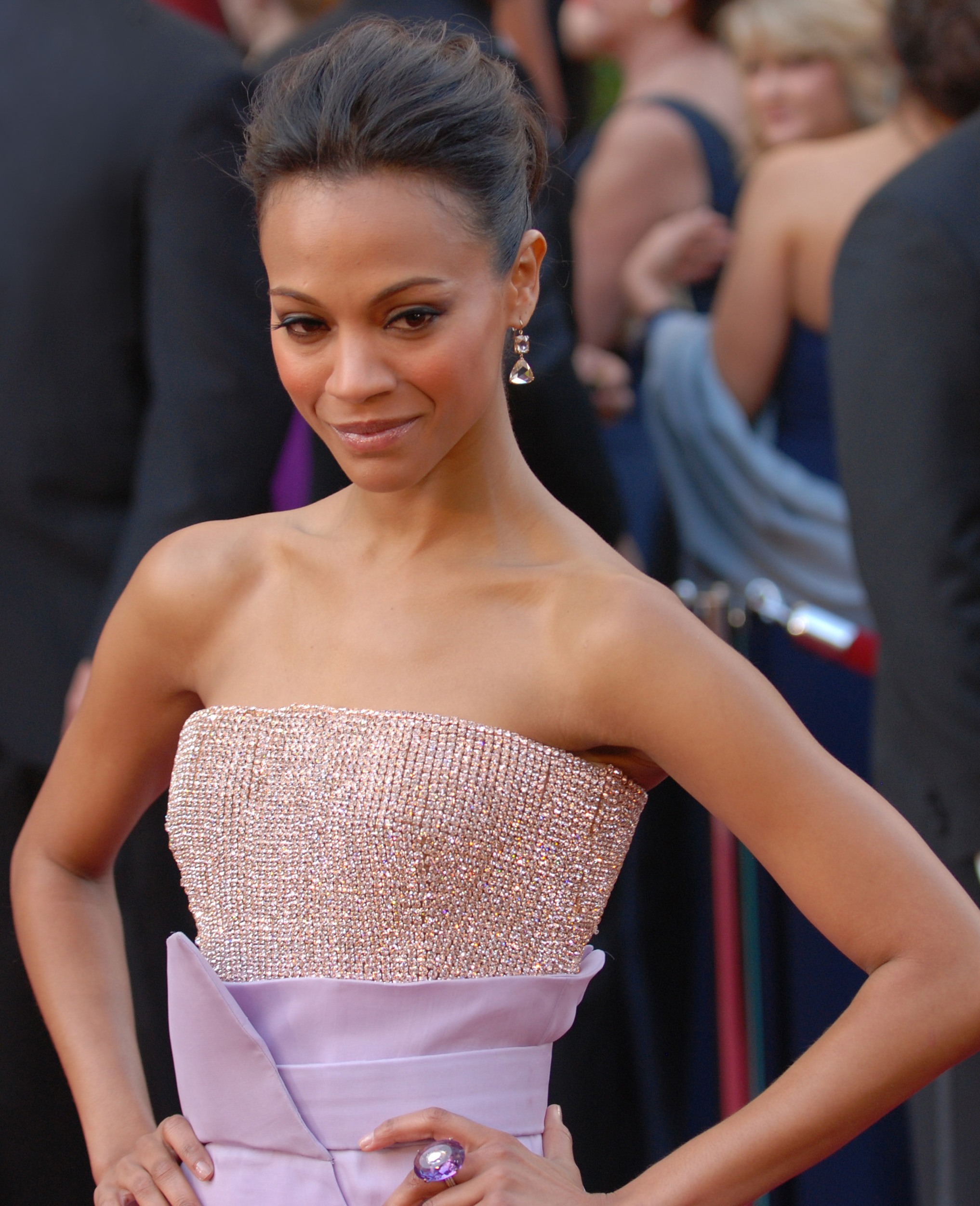
Zoe Saldana nel 2010

Nata nel New Jersey da Aridio Saldaña, dominicano, e da Asalia Nazario, portoricana, è cresciuta nel Queens di New York. All'età di nove anni perde suo padre in un incidente stradale così, assieme alla madre e alle sorelle, si trasferisce nella Repubblica Dominicana dove incomincia a studiare danza presso la Accademia ECOS Espacio de Danza. All'età di diciassette anni la famiglia torna a New York, dove Saldaña completa la sua prima educazione alla Newtown High School nel Queens. Qui inizia a frequentare delle compagnie di danza e teatrali locali.
Il suo esordio avviene nel 1999 in un episodio di Law & Order - I due volti della giustizia; grazie alla sua esperienza come ballerina ottiene la parte in Il ritmo del successo, il primo film incentrato sul mondo della danza. In seguito recita al fianco di Britney Spears in Crossroads - Le strade della vita e ottiene un piccolo ruolo in La maledizione della prima luna. Nel 2002 recita in Drumline dove interpreta una ragazza amante della danza nella fittizia università A&T di Atlanta e dove diventa la ragazza del protagonista Nick Cannon. Nel 2004 interpreta l'agente Torres in The Terminal, dove fa perdere la testa a Diego Luna. Nel 2005 recita al fianco di Ashton Kutcher nella commedia Indovina chi, remake a ruoli invertiti di Indovina chi viene a cena? del 1967. Nel 2008 prende parte al film Prospettive di un delitto.
Nel 2009 interpreta Uhura in Star Trek di J. J. Abrams, primo film della Kelvin Timeline del franchise di fantascienza Star Trek. Sempre nel 2009 esce il film di James Cameron Avatar, dove Saldana interpreta il ruolo di Neytiri, una cacciatrice Na'vi. Il film riesce a incassare 2.9 miliardi di dollari, diventando il più grande incasso nella storia. Saldana riprenderà il suo ruolo di Neytiri in Avatar - La via dell'acqua, Avatar 3, Avatar 4 e Avatar 5 .
Nel 2010 viene scelta da Calvin Klein come testimonial della campagna Underwear autunno/inverno 2010/2011. Nel 2011 interpreta la protagonista del film Colombiana di Olivier Megaton. Nel 2013 torna nel ruolo di Uhura in Into Darkness - Star Trek e presta la voce al medesimo personaggio anche nel videogioco del 2013 Star Trek. Nello stesso anno fa parte del cast del film Il fuoco della vendetta, diretto da Scott Cooper. Nell'aprile 2014 viene scelta come volto di L'Oréal
Il regista James Gunn sceglie Saldana per interpretare il personaggio di Gamora all'interno del Marvel Cinematic Universe, cominciando con il film Guardiani della Galassia nel 2014. Tra il 2015 e il 2016 interpreta Nina Simone nel film biografico Nina, è presente nel cast di La legge della notte diretto da Ben Affleck, e torna a interpretare Uhura in Star Trek Beyond. Nel 2017 torna a interpretare l'eroina Gamora nel film Guardiani della Galassia Vol. 2. Successivamente nel 2018 e nel 2019, reinterpreta Gamora nei blockbuster Avengers: Infinity War e Avengers: Endgame. Nel maggio 2018 riceve una stella sulla Hollywood Walk of Fame.
Nel 2021 lavora nelle produzioni Netflix doppiando il personaggio protagonista Maya nella serie animata Maya e i tre guerrieri, e recita nella serie televisiva From Scratch - La forza di un amore. Nel 2022 è presente in tre produzioni cinematografiche:The Adam Project di Shawn Levy, Amsterdam di David O. Russell, e nel ruolo di co-protagonista in Avatar - La via dell'acqua di James Cameron; quest'ultimo fa ottenere all'attrice un Black Reel Award e una candidatura ai Critic's Choice Super Awards. Nel 2023 torna a recitare in una serie televisiva con Lioness , per la quale vince un Critic's Choice Super Award alla migliore attrice in una serie d'azione, e torna ad interpretare Gamora in Guardiani della Galassia Vol. 3.

## Vita privata
Nel giugno 2013 ha sposato l'artista italiano Marco Perego, aggiungendo il cognome del marito al suo e dichiarando che anche il marito ha preso il suo cognome, come Perego-Saldana. Il 27 novembre 2014 nascono a Los Angeles Cy Aridio e Bowie Ezio, i due figli gemelli della coppia. Nel febbraio 2017 annuncia la nascita di Zen, il terzo figlio.
Zoe Saldana ha dichiarato alla rivista Porter che, quand'era poco più che ventenne, le è stato diagnosticato il morbo di Hashimoto, di cui erano già affette sia la madre che le sorelle, cosa che l'ha costretta a modificare radicalmente il suo stile di vita.

## Filmografia

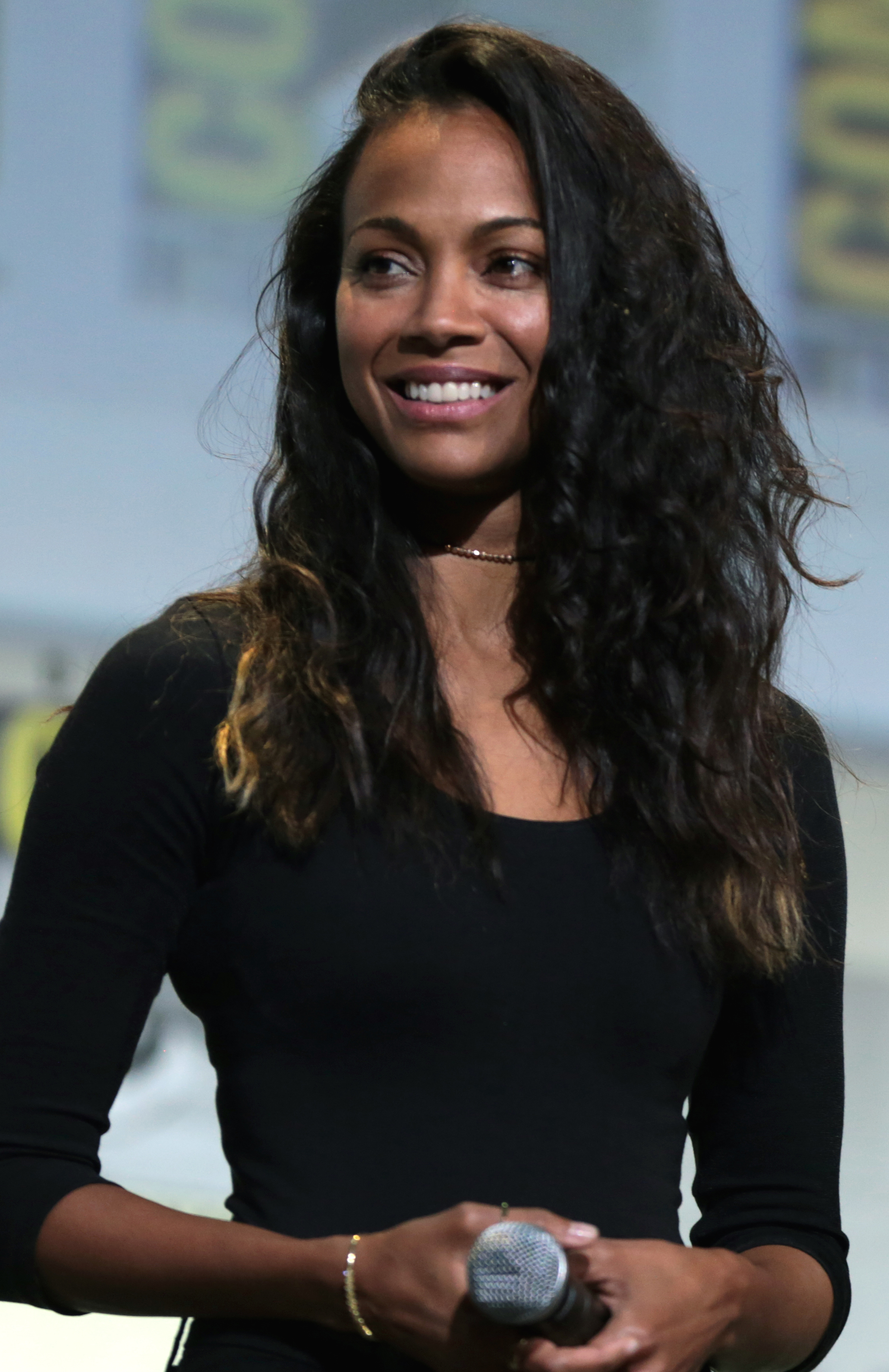
Zoe Saldana al San Diego Comic-Con International 2016

### Attrice

#### Cinema
- Il ritmo del successo (Center Stage), regia di Nicholas Hytner (2000)
- Get Over It, regia di Tommy O'Haver (2001)
- Snipes, regia di Rich Murray (2001)
- Crossroads - Le strade della vita (Crossroads), regia di Tamra Davis (2002)
- Drumline - Tieni il tempo della sfida (Drumline), regia di Charles Stone III (2002)
- La maledizione della prima luna (Pirates of the Caribbean: The Curse of the Black Pearl), regia di Gore Verbinski (2003)
- The Terminal, regia di Steven Spielberg (2004)
- Haven, regia di Frank E. Flowers (2004)
- Temptation, regia di Mark Tarlov (2004)
- Constellation, regia di Jordan Walker-Pearlman (2005)
- Indovina chi (Guess Who), regia di Kevin Rodney Sullivan (2005)
- Dirty Deeds, regia di David Kendall (2005)
- La maldición del padre Cardona, regia di Félix Germán (2005)
- Premium, regia di Pete Chatmon (2006)
- Ways of the Flesh, regia di Dennis Cooper (2006)
- After Sex - Dopo il sesso (After Sex), regia di Eric Amadio (2007)
- Blackout, regia di Jerry LaMothe (2007)
- Prospettive di un delitto (Vantage Point), regia di Pete Travis (2008)
- The Skeptic - La casa maledetta (The Skeptic), regia di Tennyson Bardwell (2009)
- Star Trek, regia di J.J. Abrams (2009) - Nyota Uhura
- Avatar, regia di James Cameron (2009) - Neytiri
- Il funerale è servito (Death at a Funeral), regia di Neil LaBute (2010)
- The Losers, regia di Sylvain White (2010)
- Burning Palms, regia di Christopher Landon (2010)
- Idiots, regia di Kat Coiro - cortometraggio direct-to-video (2010)
- Takers, regia di John Luessenhop (2010)
- Colombiana, regia di Olivier Megaton (2011)
- The Words, regia di Brian Klugman e Lee Sternthal (2012)
- Into Darkness - Star Trek (Star Trek Into Darkness), regia di J.J. Abrams (2013) - Nyota Uhura
- Blood Ties - La legge del sangue (Blood Ties), regia di Guillaume Canet (2013)
- Il fuoco della vendetta - Out of the Furnace (Out of the Furnace), regia di Scott Cooper (2013)
- Teneramente folle (Infinitely Polar Bear), regia di Maya Forbes (2014)
- Guardiani della Galassia (Guardians of the Galaxy), regia di James Gunn (2014) - Gamora
- Nina, regia di Cynthia Mort (2016)
- Star Trek Beyond, regia di Justin Lin (2016) - Nyota Uhura
- La legge della notte (Live by Night), regia di Ben Affleck (2016)
- Guardiani della Galassia Vol. 2 (Guardians of the Galaxy Vol. 2), regia di James Gunn (2017) - Gamora
- Disneyland Resort: Guardians of the Galaxy - Mission Breakout! - cortometraggio direct-to-video (2017) - Gamora
- I Kill Giants, regia di Anders Walter (2017)
- Avengers: Infinity War, regia di Anthony e Joe Russo (2018) - Gamora
- Avengers: Endgame, regia di Anthony e Joe Russo (2019) - Gamora
- A Story Takes Flight, regia di Reed Morano - cortometraggio (2019)
- Vampires vs. the Bronx, regia di Osmany Rodriguez (2020)
- The Adam Project, regia di Shawn Levy (2022)
- Guardians of the Galaxy: Cosmic Rewind, regia di Steve Spiegel - cortometraggio (2022) - Gamora
- Amsterdam, regia di David O. Russell (2022)
- Avatar - La via dell'acqua (Avatar: The Way of Water), regia di James Cameron (2022) - Neytiri
- Guardiani della Galassia Vol. 3 (Guardians of the Galaxy Vol. 3), regia di James Gunn (2023) - Gamora
- The Absence of Heaven, regia di Marco Perego (2023)
- Good Burger 2, regia di Phil Traill (2023) - sé stessa
- Emilia Pérez, regia di Jacques Audiard (2024)
- Avatar - Fuoco e cenere (Avatar: Fire and Ash), regia di James Cameron (2025) - Neytiri

#### Televisione
- Law & Order - I due volti della giustizia (Law & Order) – serie TV, episodio 9x24 (1999)
- Law & Order - Unità vittime speciali (Law & Order: Special Victims Unit) – serie TV, episodio 5x21 (2004)
- Six Degrees - Sei gradi di separazione (Six Degrees) – serie TV, 5 episodi (2006-2007)
- Rosemary's Baby, regia di Agnieszka Holland – miniserie TV, puntate 1-2 (2014)
- Quantum is Calling, regia di Alex Winter - cortometraggio TV (2016)
- Home Movie: The Princess Bride, regia di Jason Reitman - miniserie TV, puntata 7 (2020)
- From Scratch - La forza di un amore (From Scratch) – serie TV, 8 episodi (2022)
- Lioness (Lioness) – serie TV, 15 episodi (2023-2024)

#### Pubblicità
- The Legend of Red Hand, regia di Stefano Sollima (2018) - per Campari

#### Videoclip
- Sia Free Me, regia di Blake Martin (2017)
- Guardians of the Galaxy Inferno, regia di David Yarovesky (2017)
- Drake Nice for What, regia di Karena Evans (2018)
- Alicia Keys feat. Miguel Show Me Love, regia di Cara Stricker (2019)

### Doppiatrice

#### Cinema
- Il libro della vita (Book of Life), regia di Jorge R. Gutierrez (2014)
- My Little Pony - Il film (My Little Pony: The Movie), regia di Jayson Thiessen (2017)
- Mister Link (Missing Link), regia di Chris Butler (2019)
- Vivo, regia di Kirk DeMicco e Brandon Jeffords (2021)
- Elio, regia di Domee Shi e Madeline Sharafian (2025)

#### Televisione
- Maya e i tre guerrieri (Maya and the Three) – serie animata, 9 episodi (2021)

- Ask the StoryBots - serie animata, episodio 3x02 (2019)

#### Videogiochi
- Star Trek (2013) - Nyota Uhura

- Book of Life: Sugar Smash (2014)

### Produttrice

#### Cinema
- The Honor List, regia di Elissa Down (2018)
- Meet Me in Paris (2023)
- The Absence of Eden, regia di Marco Perego (2023)
- Meet Me in Rome (2024)

#### Televisione
- Rosemary's Baby, regia di Agnieszka Holland – miniserie TV, puntate 1-2 (2014)
- Zoe Saldana Presents My Hero - serie TV, 10 episodi (2014)
- Mamas - serie TV, episodi sconosciuti (2022)
- Gordita Chronicles - serie TV, 9 episodi (2022)
- From Scratch - La forza di un amore (From Scratch) - serie TV, 8 episodi (2022)
- MPower - serie TV, 4 episodi (2023)
- Lioness (Lioness) - serie TV, 15 episodi (2023-2024)

### Regista
- Kaylien - cortometraggio (2011)
- The Ropes - serie TV, episodio 1x03 (2012)

### Sceneggiatrice
- Zoe Saldana Presents My Hero - serie TV, 10 episodi (2014)

## Riconoscimenti
- Premio Oscar

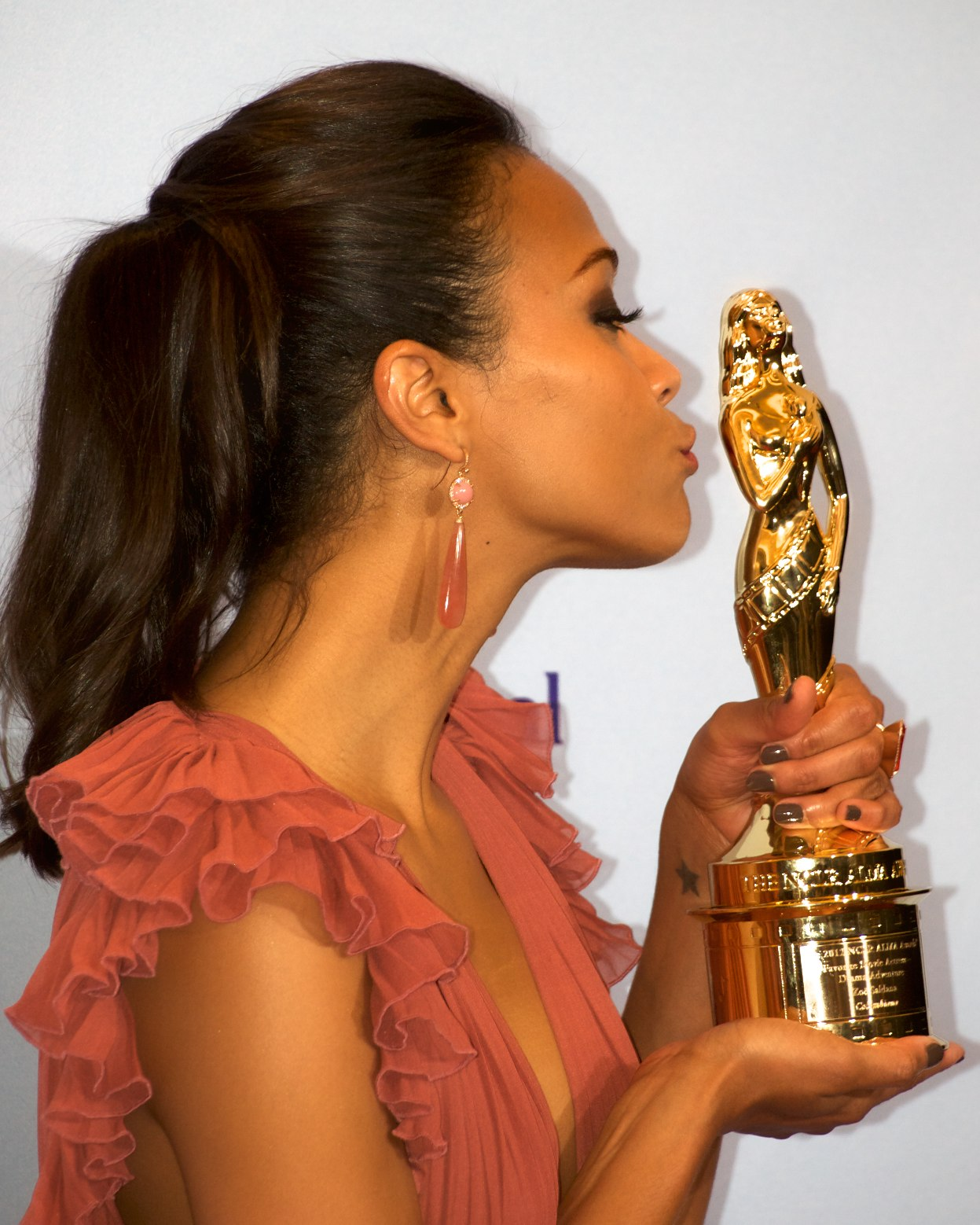
Zoe Saldana con l'ALMA Award vinto nel 2012

  - 2025 - Miglior attrice non protagonista per Emilia Pérez
- Golden Globe
  - 2025 - Migliore attrice non protagonista per Emilia Pérez
- ALMA Award
  - 2009 – Candidatura alla miglior attrice per Star Trek
  - 2011 - Candidatura alla migliore attrice in un film drammatico/d'avventura per Takers
  - 2012 – Miglior attrice per Colombiana
- Black Reel Awards
  - 2006 - Candidatura alla migliore attrice per Indovina chi
  - 2010 - Candidatura alla migliore attrice non protagonista per Avatar
  - 2012 - Candidatura alla migliore attrice per Colombiana
  - 2015 - Candidatura alla migliore attrice non protagonista per Guardiani della Galassia
  - 2015 - Candidatura alla miglior performance vocale per Il libro della vita
  - 2015 - Candidatura alla miglior miniserie o film per Rosemary's Baby
  - 2015 - Candidatura alla migliore attrice in una miniserie o film per Rosemary's Baby
  - 2016 - Candidatura alla migliore attrice per Teneramente folle
  - 2022 - Candidatura alla miglior performance vocale per Vivo
  - 2023 – Miglior performance vocale per Avatar - La via dell'acqua
  - 2025 - Candidatura alla migliore attrice non protagonista per Emilia Pérez
  - 2025 - Candidatura alla miglior canzone per Emilia Pérez
- Critics' Choice Awards
  - 2015 - Candidatura alla migliore attrice in un film d'azione per Guardiani della Galassia
  - 2025 - Migliore attrice non protagonista per Emilia Pérez
- Critic's Choice Super Awards
  - 2023 – Candidatura alla migliore attrice in un film di fantascienza per Avatar - La via dell'acqua
  - 2024 – Candidatura alla migliore attrice in un film di supereroi per Guardiani della Galassia Vol. 3
  - 2024 – Migliore attrice in una serie d'azione per Lioness
  - 2025 - Candidatura alla migliore canzone per El Mal
- Empire Awards
  - 2010 – Migliore attrice per Avatar
- Festival di Cannes
  - 2024 - Prix d'interprétation féminine per Emilia Pérez (condiviso con Karla Sofía Gascón, Adriana Paz e Selena Gomez)
- MTV Movie Awards
  - 2003 – Candidatura al miglior bacio (condiviso con Nick Cannon) per Drumline - Tieni il tempo della sfida
  - 2010 – Candidatura alla miglior performance femminile per Avatar[33]
  - 2010 – Candidatura al miglior bacio (condiviso con Sam Worthington) per Avatar[33]
  - 2015 – Candidatura per la miglior trasformazione su schermo per Guardiani della Galassia[34][35]
- Kids' Choice Awards
  - 2015 – Candidatura per l'attrice d'azione preferita per Guardiani della Galassia[36]
- Premio BAFTA
  - 2025 - Migliore attrice non protagonista per Emilia Pérez
- Saturn Award
  - 2010 – Migliore attrice per Avatar
  - 2024 - Candidatura alla miglior attrice per Avatar - La via dell'acqua
- Screen Actors Guild Award
  - 2025 - Migliore attrice non protagonista per Emilia Pérez
  - 2025 - Candidatura al miglior cast cinematografico per Emilia Pérez
- Teen Choice Awards
  - 2009 – Candidatura alla miglior attrice in un film d'azione per Star Trek[37]
  - 2010 – Miglior attrice in un film d'azione per Avatar[38]
  - 2010 – Candidatura alla miglior attrice di film d'azione/avventura per The Losers
  - 2010 – Candidatura alla miglior attrice di un film commedia per Il funerale è servito
  - 2012 – Miglior attrice in un film d'azione per Colombiana
  - 2013 – Candidatura alla miglior attrice estiva per Into Darkness - Star Trek
  - 2017 – Miglior attrice in un film sci-fi per Guardiani della Galassia Vol. 2
  - 2018 – Miglior attrice in un film d'azione per Avengers: Infinity War[39]
  - 2018 – Miglior bacio (con Chris Pratt) per Avengers: Infinity War
  - 2019 – Candidatura alla miglior attrice in un film d'azione per Avengers: Endgame[40]
- Walk of Fame
  - 2018 – Motion Picture, al 6920 di Hollywood Boulevard

## Doppiatrici italiane
Nelle versioni in italiano delle opere in cui ha recitato, Zoe Saldana è stata doppiata da:
- Letizia Scifoni ne La maledizione della prima luna, Guardiani della Galassia, La legge della notte, Guardiani della Galassia Vol. 2, Avengers: Infinity War, Avengers: Endgame, Vampires vs. the Bronx, The Adam Project, Amsterdam, From Scratch - La forza di un amore, Guardiani della Galassia Vol. 3, Lioness
- Domitilla D'Amico in Crossroads - Le strade della vita, Avatar, Colombiana, The Words, Rosemary's Baby, Avatar - La via dell'acqua
- Ilaria Stagni in Star Trek, Into Darkness - Star Trek, Il fuoco della vendetta - Out of the Furnace, Star Trek Beyond
- Ilaria Latini in Il funerale è servito, Takers, Blood Ties - La legge del sangue, Teneramente folle
- Perla Liberatori in Haven, The Skeptic - La casa maledetta
- Maura Cenciarelli in Law & Order - Unità vittime speciali
- Myriam Catania in Drumline - Tieni il tempo della sfida
- Alessandra Cassioli in The Terminal
- Eleonora De Angelis in Indovina chi
- Valentina Pollani in After Sex - Dopo il sesso
- Federica De Bortoli in Prospettive di un delitto
- Stella Musy in The Losers
- Lucia Valenti in I Kill Giants
- Chiara Gioncardi in Emilia Pérez

Da doppiatrice è sostituita da:
- Federica De Bortoli ne Il libro della vita (dialoghi)
- Elisa Siragusano ne Il libro della vita (canto)
- Jolanda Granato in My Little Pony - Il film
- Domitilla D'Amico in Mister Link
- Ilaria Latini in Vivo (dialoghi)
- Rossella Ruini in Vivo (canto)
- Alessandra Mastronardi in Elio